# Lê Anh Xuân
Lê Anh Xuân (1940-1968) là một nhà thơ Việt Nam. Ông cũng là một chiến sĩ, hy sinh trong đợt tổng công kích đợt 2 Tết Mậu Thân năm 1968 tại mặt trận phía nam Sài Gòn và đã được Nhà nước Việt Nam truy tặng Giải thưởng Nhà nước và danh hiệu Anh hùng lực lượng vũ trang nhân dân vì những đóng góp to lớn của mình cho dân tộc.

## Thân thế
Ông tên thật là Ca Lê Hiến, sinh ngày 5 tháng 6 năm 1940 tại thị xã Bến Tre, nguyên quán ở xã Tân Thành Bình, huyện Mỏ Cày (nay thuộc huyện Mỏ Cày Bắc), tỉnh Bến Tre. Cha ông là giáo sư Ca Văn Thỉnh, một nhà giáo, nhà nghiên cứu văn học. Các thành viên trong gia đình ông cũng đều là những nhà giáo, nghệ sĩ được biết tới. Anh trai ông là nhạc sĩ Ca Lê Thuần, chị gái là nữ đạo diễn Ca Lê Hồng - nguyên hiệu trưởng trường Nghệ thuật Sân khấu II Thành phố Hồ Chí Minh, em trai là họa sĩ Ca Lê Thắng.

## Sự nghiệp
Ông sớm tiếp xúc với văn thơ từ nhỏ, năm 12 tuổi bắt đầu vừa học văn hóa, vừa học việc ở nhà in Trịnh Đình Trọng thuộc Sở Giáo dục Nam Bộ trong chiến khu.
Năm 1954, ông theo gia đình tập kết ra Bắc, học ở các trường học sinh miền Nam, Trường phổ thông trung học Nguyễn Trãi (Hà Nội), rồi vào học khoa Sử, Đại học Tổng hợp Hà Nội. Bài thơ đầu tiên ra mắt bạn đọc, Nhớ mưa quê hương với dòng cảm xúc thương nhớ da diết miền Nam, đã chiếm được cảm tình của độc giả và đoạt giải nhì trong cuộc thi thơ năm 1960 của tạp chí Văn nghệ. Tốt nghiệp đại học, Lê Anh Xuân được giữ lại làm cán bộ giảng dạy ở khoa Sử và được cử đi nghiên cứu sinh ở nước ngoài nhưng ông từ chối để trở về quê hương chiến đấu.
Tháng 12 năm 1964, Lê Anh Xuân tình nguyện về Nam và công tác ở Tiểu ban Giáo dục thuộc Ban tuyên Huấn Trung ương cục. Đến thang 7 năm 1965, anh chuyển sang công tác ở Hội văn Nghệ Giải Phóng.Từ đây, Lê Anh Xuân sống và chiến đấu với tư cách là người chiến sĩ-nghệ sĩ.
Cuối năm 1964, ông vượt Trường Sơn vào miền Nam, làm việc ở Tiểu ban Giáo dục thuộc Ban Tuyên huấn Trung ương cục miền Nam và sau đó là Hội Văn nghệ Giải phóng miền Nam. Trong thời gian này, ông bắt đầu sử dụng bút danh Lê Anh Xuân. Nguyên thủy, do nhu cầu đổi tên để giữ bí mật khi về Nam, tránh bị đối phương phát hiện là cán bộ miền Bắc đưa vào mặt trận, ông lấy bí danh là Lê Lan Xuân, đặt theo tên một người bạn gái tên Xuân Lan. Sau này khi vào chiến trường, ông đổi thành Lê Anh Xuân. Năm 1966, ông được kết nạp vào Đảng Cộng sản Việt Nam. Ngoài làm thơ, ông còn viết cả văn xuôi.
Lê Anh Xuân hy sinh ngày 21 tháng 5 năm 1968 tại ấp Phước Quảng, xã Phước Lợi, huyện Cần Đước, tỉnh Long An trong một trận càn của quân đội Mỹ.

## Vinh danh
Tên ông được đặt cho một con đường Việt Nam như tại Quận 1, Thành phố Hồ Chí Minh, quận Hà Đông, Hà Nội, tại phường Bắc Lý, thành phố Đồng Hới, Quảng Bình.
Năm 2001, ông được truy tặng Giải thưởng Nhà nước về văn học nghệ thuật.
Năm 2011, ông được Nhà nước Việt Nam truy tặng danh hiệu Anh hùng lực lượng vũ trang nhân dân.
Nhà thơ Lê Anh Xuân được rất nhiều người biết và yêu mến vào những năm 60 của thế kỷ trước. Các bài thơ của Lê Anh Xuân thường xuyên được trình bày trong tiết mục TIẾNG THƠ của Đài phát thanh Tiếng nói Việt Nam.

## Tác phẩm
- Tiếng gà gáy (thơ, 1965)
- Không có đâu như ở miền Nam (thơ, in chung, 1968)
- Nguyễn Văn Trỗi (trường ca, 1968)
- Hoa dừa (thơ, 197l)
- Thơ Lê Anh Xuân (tuyển thơ, 198l)
- Giữ đất (tập văn xuôi-1966)
- Trở về quê nội
- Dáng đứng Việt Nam
- Nhớ cơn mưa quê hương

## Thành tựu nghệ thuật
Trong cuộc đời ngắn ngủi của mình, Lê Anh Xuân đã sáng tác khá nhiều bài thơ chủ yếu thể hiện tình yêu đối với quê hương đất nước, đặc biệt là vùng quê Bến Tre của mình. Những bài thơ: Nhớ mưa quê hương, Trở về quê nội, Gửi miền Bắc,... được độc giả yêu mến. Bài thơ cuối cùng của ông sáng tác năm 1968: Dáng đứng Việt Nam được coi là một trong những bài thơ tiêu biểu viết về người lính Quân đội Nhân dân Việt Nam đã được đưa vào sách giáo khoa phổ thông của Việt Nam. Bài thơ được nhạc sĩ Nguyễn Chí Vũ phổ nhạc thành bài hát cùng tên:
...
Từ dáng đứng của anh giữa đường băng Tân Sơn Nhứt
Tổ quốc bay lên bát ngát mùa xuân.